# Günter Radtke (Schriftsteller, 1927)
Günter Radtke (* 4. Mai 1927 in Stettin; † 23. September 1987 in Gera) war ein deutscher Polizist und Schriftsteller.

## Leben
Günter Radtke war anfangs im Flugzeugbau tätig, danach kurz als Schlosser. 1948 wechselte er zur Deutschen Volkspolizei in der Sowjetischen Besatzungszone. Seine erste Station war Apolda, von dort wurde er zur Kriminalpolizei in Weimar versetzt. Er absolvierte die Fachschule für Kriminalistik und studierte Rechtswissenschaft an der Deutschen Akademie für Staats- und Rechtswissenschaft in Potsdam-Babelsberg; 1959 schloss er dieses Studium als Diplom-Jurist ab. Anschließend war Radtke in verschiedenen Abteilungen bei der Aufklärung vielfältiger Straftaten im thüringischen Raum beteiligt, zuletzt im Rang eines Majors als Leiter der Abteilung Kriminalpolizei beim Volkspolizei-Kreisamt (VPKA) Gera. Er übte zudem kurz vor seiner krankheitsbedingten Frühpensionierung auch die Aufgabe des leitenden Presseoffiziers aus.
Günter Radtke war neben seiner beruflichen Tätigkeit Verfasser von Kriminalromanen und -erzählungen, die im Rudolstädter Greifenverlag, vereinzelt aber auch in hohen Auflagen im staatlichen Deutschen Militärverlag erschienen. Anfang der 1960er Jahre hatte er zusammen mit Horst Salomon in Gera einen Zirkel schreibender Volkspolizisten geleitet. Seine ersten Schreibversuche resultierten aus der Enttäuschung und bisweilen auch Empörung über gelesene fehlerbehaftete, weil wirklichkeitsfremde, Kriminalerzählungen. Radtke trat später dem Schriftstellerverband der DDR bei. Den Bezirksverband Gera hatte er selbst mitbegründet und als Vorstandsmitglied mitgeprägt.

## Thema und Stil
Anfangs wurde die schriftstellerische Qualität des aus einem Laien-Schreibkreis („Zirkel“) hervorgegangenen Neu-Autors bemängelt. Sein Stil sei „naiv“, hieß es, oder von Unzulänglichkeiten durchzogen. Im Sonntag meinte der Rezensent, eine interessante Handlung ersonnen zu haben genüge nicht, vielmehr bedürfe es „der psychologischen Vertiefung der Charaktere, sprachlicher Sorgfalt und einer straffen Komposition“. Er kritisierte daher die Schablonenhaftigkeit der Nebenfiguren, Umgangssprache, Floskelhäufigkeit nebst fehlender Bildsprache sowie den Aufbau der ansonsten als spannend empfundenen Geschichte. Mit zunehmender Routine ließen die mehr oder weniger auf authentischen Fällen beruhenden und mit Sachverstand zur Auflösung geführten Kriminalerzählungen nur noch Lob zu. Politische Straftaten wie Ost-West-Spionage und klassische Straftaten wie Brandstiftung, Diebstahl und Mord, überwiegend begangen von Jugendlichen, basierten auf „Erfahrungen der unmittelbaren Praxis“ und würden mit Humor, Ironie, Selbstkritik und Anteilnahme ansprechend vermittelt. Dabei kämen Ursachen, Hintergründe und Zusammenhänge nicht zu kurz.

## Werke
- Froschmann in der Oder. Rudolstadt 1962.
- Neuer Treffpunkt – Autobahn. Berlin 1963.
- Die Brillantenhexe. Rudolstadt 1965.
- Das vergessene Familiengrab. Berlin 1966.
- Die Tätowierten. Rudolstadt 1970.
- Das Versteck in der Bärenaue. Berlin 1971.
- Der vergessene Mord. Rudolstadt 1977.
- Kriminalistenpunsch. Rudolstadt 1981.
- Das zweite Opfer. Rudolstadt 1984.
- Geschichten der K. Berlin 1988.
- Ich werde töten. Rudolstadt 1988.